# Zoom Player
Zoom Player — условно-бесплатный мультимедийный проигрыватель с закрытым исходным кодом и с настраиваемым интерфейсом для воспроизведения аудио и видео файлов. Поддерживает более 90 форматов. Имеет расширенные опции для настройки вывода звука и видео (некоторые из них недоступны в бесплатной версии).

## Описание
Медиаплеер Zoom Player обладает простым пользовательским интерфейсом и может служить альтернативой системному проигрывателю Microsoft Windows или Gom Player. Из основных достоинств плеера можно выделить zoom-функцию, благодаря которой можно повысить качество TV-изображения, небольшой размер установочного пакета, а также минимальную нагрузку на ресурсы системы.
Проигрыватель умеет составлять списки воспроизведения, поддерживает деинтерлейсинг и работу дисками Blu-Ray, темы оформления и готовые шаблоны, предоставленные разработчиками продукта.
Zoom Player обладает базовыми функциями, которые присутствуют в других проигрывателях, умеет обрабатывать популярные метки и форматы музыкальных файлов. Совместим с технологиями ActiveX и QuickTime и поддерживает создание закладок.
Стоит отметить наличие у данного проигрывателя большого экранного меню (система так называемых «навигаторов»), которое позволяет управлять проигрывателем с расстояния (при помощи пульта ДУ), что выгодно отличает его от других проигрывателей.

## Возможности
- Навигация с возможностью использования «горячих» клавиш
- Динамичная панель управления для полноэкранного режима
- Поддержка командной строки
- Настраиваемый эквалайзер
- Функция zoom — позволяет улучшить качество TV-изображения[8]
- Поддержка интерфейса WinLIRC для ПДУ[9]
- Встроенные аудио и видео фильтры
- Поддержка большинства операционных систем Windows

## Недостатки
- Не содержит встроенных кодеков[10]
- Функциональные ограничения в бесплатной версии